# 甜菜鹼

甘胺酸甜菜鹼是最早发现的甜菜碱

甜菜鹼（英語：Betaine）在化學中是指任何一同時具有未必處於鄰位陽離子官能團，(鎓如四級銨或者鏻)和陰離子官能團，如去除氫正離子的羧基所組成的電中性化合物。歷史上而言，甜菜鹼此詞專屬於甘胺酸甜菜鹼，一涉及於甲基化反應和高半胱胺酸解毒反應的試劑。
在英文中，甘胺酸的發音beta-INE or BEE-tayn顯示其首次被分離和發現的來源，甜菜（英語：sugar beets），而非希臘字母β（beta）。
甜菜鹼在生物學中的重要性也在其作為甲基供應者而變得顯著。